# Championnat du Nicaragua de football 2000-2001
Navigation
Saison précédente Saison suivante
La Primera División 2000-2001 est la cinquante-huitième édition de la première division nicaraguayenne.
Lors de ce tournoi, le Diriangén FC a tenté de conserver son titre de champion du Nicaragua face aux neuf meilleurs clubs nicaraguayens.
Chacun des dix clubs participant était confronté deux fois aux neuf autres équipes, puis les cinq meilleurs se sont affrontés lors d'une phase finale à la fin du tournoi.
Les équipes du Nicaragua ne sont pas invitées à participer à la Copa Interclubes UNCAF à l'issue de la saison.

## Les 10 clubs participants
| \| I Deportivo Bluefields Chinandega FC / Diriangén FC Deportivo Jalapa Deportivo Masachapa Deportivo Matiguás Real Estelí FC Real Madriz FC San Marcos Deportivo Walter Ferreti \| Localisation des clubs engagés dans le championnat. |
| I Deportivo Bluefields Chinandega FC / Diriangén FC Deportivo Jalapa Deportivo Masachapa Deportivo Matiguás Real Estelí FC Real Madriz FC San Marcos Deportivo Walter Ferreti                                                           |

| Club                      | Stade                                        | Capacité          | Ville              |
| Deportivo Bluefields (en) | Stade Glorias Costeñas                       | 4 000             | Bluefields         |
| Chinandega FC (en)        | Stade Efraín Tijerino                        | 8 000             | Chinandega         |
| Diriangén FC              | Stade Cacique Diriangén                      | 7 500             | Diriamba           |
| Deportivo Jalapa (en)     | Stade Alejandro Ramos                        | 1 000             | Jalapa             |
| Deportivo Masachapa       | Stade inconnu                                | Capacité inconnue | San Rafael del Sur |
| Deportivo Matiguás        | Stade inconnu                                | Capacité inconnue | Matiguás           |
| Real Estelí FC            | Stade de l'Indépendance                      | 4 800             | Estelí             |
| Real Madriz               | Stade Municipal de Somoto                    | 3 000             | Somoto             |
| FC San Marcos             | Stade Olimpico de San Marcos                 | 3 000             | San Marcos         |
| Deportivo Walter Ferreti  | Stade Olympique de l'Indépendance de Managua | 8 000             | Managua            |

## Compétition
Cette compétition se déroule de la façon suivante, en trois phases :
- La phase de qualification : les dix-huit journées de championnat.
- Les phases pentagonale et de relégation : les huit journées de championnat supplémentaires entre le cinq meilleures et cinq moins bonnes équipes.
- La phase finale : les confrontations aller-retour allant des demi-finales à la finale.

### Phase de qualification
Les dix équipes affrontent à deux reprises les neuf autres équipes selon un calendrier tiré aléatoirement.
Le classement est établi sur le barème de points classique (victoire à 3 points, match nul à 1, défaite à 0).
Le départage final se fait selon les critères suivants :
- Le nombre de points.
- La différence de buts générale.
- Le nombre de buts marqué.

#### Classement
| Rang | Équipe                        | Pts | J  | G  | N | P  | Bp | Bc | Diff |
| ---- | ----------------------------- | --- | -- | -- | - | -- | -- | -- | ---- |
| 1    | Diriangén FC (T)              | 39  | 18 | 11 | 6 | 1  | 56 | 22 | +34  |
| 2    | FC San Marcos                 | 33  | 18 | 10 | 3 | 5  | 48 | 23 | +25  |
| 3    | Deportivo Jalapa (en)         | 28  | 18 | 7  | 7 | 4  | 29 | 21 | +8   |
| 4    | Real Madriz                   | 27  | 18 | 7  | 6 | 5  | 32 | 31 | +1   |
| 5    | Deportivo Walter Ferreti      | 26  | 18 | 7  | 5 | 6  | 30 | 27 | +3   |
| 6    | Real Estelí FC                | 25  | 18 | 6  | 7 | 5  | 29 | 23 | +6   |
| 7    | Deportivo Bluefields (en) (P) | 22  | 18 | 5  | 7 | 6  | 22 | 25 | -3   |
| 8    | Chinandega FC (en)            | 21  | 18 | 5  | 6 | 7  | 26 | 35 | -9   |
| 9    | Deportivo Masachapa (P)       | 16  | 18 | 4  | 4 | 10 | 21 | 36 | -15  |
| 10   | Deportivo Matiguás (P)        | 7   | 18 | 2  | 1 | 15 | 17 | 67 | -50  |

| Légende : Qualifications et relégations | Légende : Qualifications et relégations                  |
| --------------------------------------- | -------------------------------------------------------- |
|                                         | Qualifié pour la phase pentagonale                       |
|                                         | Qualifié pour la phase de relégation                     |
|                                         | (T) : Tenant du titre (P) : Promu de la saison 1999-2000 |

#### Matchs
| Résultats (▼dom., ►ext.)                                   | Blu | Chi | Dir | REs | Jal | RMa | Mac | Mati | San | Wal |
| Deportivo Bluefields (en)                                  |     | 0-0 | 2-2 | 1-1 | 0-0 | 5-1 | 2-0 | 3-0  | 1-3 | 1-0 |
| Chinandega FC (en)                                         | 1-0 |     | 1-1 | 1-1 | 0-0 | 6-3 | 1-1 | 3-1  | 1-6 | 1-1 |
| Diriangén FC                                               | 9-0 | 4-2 |     | 2-0 | 5-0 | 2-1 | 3-2 | 2-1  | 4-3 | 0-0 |
| Real Estelí FC                                             | 1-1 | 1-2 | 0-2 |     | 2-1 | 2-2 | 4-0 | 2-3  | 2-2 | 2-0 |
| Deportivo Jalapa (en)                                      | 1-1 | 2-0 | 3-0 | 0-0 |     | 1-1 | 4-1 | 3-1  | 1-3 | 1-0 |
| Real Madriz                                                | 1-0 | 3-2 | 2-2 | 0-0 | 1-1 |     | 3-1 | 4-1  | 2-0 | 2-2 |
| Deportivo Masachapa                                        | 1-4 | 2-3 | 1-1 | 0-2 | 1-4 | 2-0 |     | 3-0  | 0-0 | 1-2 |
| Deportivo Matiguás                                         | 1-1 | 2-0 | 0-2 | 1-6 | 1-4 | 0-3 | 2-3 |      | 1-3 | 1-2 |
| FC San Marcos                                              | 2-0 | 2-0 | 0-1 | 4-1 | 2-2 | 3-1 | 0-1 | 0-0  |     | 3-1 |
| Deportivo Walter Ferreti                                   | 1-0 | 5-2 | 4-4 | 1-2 | 2-1 | 1-2 | 1-1 | 3-1  | 4-2 |     |
| - Victoire à domicile - Match nul - Victoire à l'extérieur |     |     |     |     |     |     |     |      |     |     |

### Phase pentagonale
Les cinq équipes qualifiées affrontent à deux reprises les quatre autres équipes selon un calendrier tiré aléatoirement.
Le classement est établi sur le barème de points classique (victoire à 3 points, match nul à 1, défaite à 0).
Le départage final se fait selon les critères suivants :
- Le nombre de points.
- La différence de buts générale.
- Le nombre de buts marqué.

#### Classement
| Rang | Équipe                   | Pts | J | G | N | P | Bp | Bc | Diff |
| ---- | ------------------------ | --- | - | - | - | - | -- | -- | ---- |
| 1    | Deportivo Jalapa (en)    | 18  | 8 | 6 | 0 | 2 | 16 | 6  | +10  |
| 2    | Diriangén FC (T)         | 14  | 8 | 4 | 2 | 2 | 19 | 13 | +6   |
| 3    | Real Madriz              | 13  | 8 | 4 | 1 | 3 | 12 | 9  | +3   |
| 4    | Deportivo Walter Ferreti | 8   | 8 | 2 | 2 | 4 | 7  | 17 | -10  |
| 5    | FC San Marcos            | 3   | 8 | 0 | 3 | 5 | 6  | 15 | -9   |

| Légende : Qualifications et relégations | Légende : Qualifications et relégations |
| --------------------------------------- | --------------------------------------- |
|                                         | Qualifié pour les demi-finales          |
|                                         | (T) : Tenant du titre                   |

#### Matchs
| Résultats (▼dom., ►ext.)                                   | Dir | Jal | RMa | San | Wal |
| Diriangén FC                                               |     | 1-2 | 3-0 | 2-1 | 6-1 |
| Deportivo Jalapa (en)                                      | 4-1 |     | 1-0 | 4-1 | 3-0 |
| Real Madriz                                                | 2-3 | 1-0 |     | 1-1 | 3-0 |
| FC San Marcos                                              | 1-1 | 1-2 | 0-3 |     | 0-0 |
| Deportivo Walter Ferreti                                   | 2-2 | 1-0 | 1-2 | 2-1 |     |
| - Victoire à domicile - Match nul - Victoire à l'extérieur |     |     |     |     |     |

### Phase de relégation
Les cinq équipes qualifiées affrontent à deux reprises les quatre autres équipes selon un calendrier tiré aléatoirement.
Le classement est établi sur le barème de points classique (victoire à 3 points, match nul à 1, défaite à 0).
Le départage final se fait selon les critères suivants :
- Le nombre de points.
- La différence de buts générale.
- Le nombre de buts marqué.

#### Classement
| Rang | Équipe                        | Pts | J | G | N | P | Bp | Bc | Diff |
| ---- | ----------------------------- | --- | - | - | - | - | -- | -- | ---- |
| 6    | Real Estelí FC                | 18  | 8 | 5 | 3 | 0 | 20 | 7  | +13  |
| 7    | Deportivo Masachapa (P)       | 11  | 7 | 3 | 2 | 2 | 18 | 10 | +8   |
| 8    | Chinandega FC (en)            | 11  | 8 | 3 | 2 | 3 | 15 | 14 | +1   |
| 9    | Deportivo Bluefields (en) (P) | 8   | 7 | 2 | 2 | 3 | 14 | 11 | +3   |
| 10   | Deportivo Matiguás (P)        | 4   | 8 | 1 | 1 | 6 | 6  | 31 | -25  |

| Légende : Qualifications et relégations | Légende : Qualifications et relégations |
| --------------------------------------- | --------------------------------------- |
|                                         | Relégué en Segunda División             |
|                                         | (P) : Promu de la saison 1999-2000      |

#### Matchs
| Résultats (▼dom., ►ext.)                                   | Blu | Chi | REs | Mac | Mati |
| Deportivo Bluefields (en)                                  |     | 3-0 | 1-1 | 1-1 | 7-2  |
| Chinandega FC (en)                                         | 3-0 |     | 3-3 | 4-1 | 1-1  |
| Real Estelí FC                                             | 2-1 | 2-1 |     | 3-0 | 5-0  |
| Deportivo Masachapa                                        |     | 4-0 | 1-1 |     | 8-0  |
| Deportivo Matiguás                                         | 2-1 | 0-3 | 0-3 | 1-3 |      |
| - Victoire à domicile - Match nul - Victoire à l'extérieur |     |     |     |     |      |

### La Phase Finale
Les quatre équipes sont réparties dans le tableau final d'après leur classement général.
En cas d'égalité sur la somme des deux matchs, une prolongation puis une séance de tirs au but ont éventuellement lieu.

#### Tableau
|  |                          |            |                          |            |            |              |      |        |        |        |        |        |
|  | 1/2 finale               | 1/2 finale | 1/2 finale               | 1/2 finale | 1/2 finale |              |      | Finale | Finale | Finale | Finale | Finale |
|  |                          |            |                          |            |            |              |      |        |        |        |        |        |
|  |                          |            |                          |            |            |              |      |        |        |        |        |        |
|  | Diriangén FC             | (2)        | 1                        | 2          | 2          |              |      |        |        |        |        |        |
|  | Diriangén FC             | (2)        | 1                        | 2          | 2          |              |      |        |        |        |        |        |
|  | Real Madriz              | (3)        | 2                        | 1          | 1          |              |      |        |        |        |        |        |
|  | Real Madriz              | (3)        | 2                        | 1          | 1          | Diriangén FC | (2)  | 0      | 0      | 0(3)   |        |        |
|  |                          |            |                          |            |            | Diriangén FC | (2)  | 0      | 0      | 0(3)   |        |        |
|  |                          |            | Deportivo Walter Ferreti | (4)        | 0          | 0            | 0(5) |        |        |        |        |        |
|  | Deportivo Walter Ferreti | (4)        | Deportivo Walter Ferreti | (4)        | 0          | 0            | 0(5) | 0      | 3      |        |        |        |
|  | Deportivo Walter Ferreti | (4)        |                          |            |            |              |      | 0      | 3      |        |        |        |
|  | Deportivo Jalapa (en)    | (1)        | 0                        | 1          |            |              |      |        |        |        |        |        |
|  | Deportivo Jalapa (en)    | (1)        | 0                        | 1          |            |              |      |        |        |        |        |        |

#### Demi-finales
| Club                     | Aller | Retour | Club                  | Commentaire        |
| Diriangén FC             | 1-2   | 2-1    | Real Madriz           | Prolongation : 2-1 |
| Deportivo Walter Ferreti | 0-0   | 3-1    | Deportivo Jalapa (en) |                    |

#### Finale
| Match aller  | Deportivo Walter Ferreti | 0:0   | Diriangén FC | Stade Olimpico de San Marcos |  |
| 10 juin 2001 |                          | (0:0) |              |                              |  |

| Match retour | Diriangén FC    | 0:0 (a.p.) | Deportivo Walter Ferreti | Stade Cacique Diriangén |  |
| 17 juin 2001 |                 | (0:0)      |                          |                         |  |
| 17 juin 2001 | Tirs au but 7:8 |            |                          |                         |  |

## Bilan du tournoi
| Tableau d'Honneur |                          |
| Compétition       | Vainqueur                |
| Primera División  | Deportivo Walter Ferreti |

| Promotions et relégations   |                    |
| Relégué en Segunda División | Deportivo Matiguás |
| Promu de Segunda División   | Deportivo Parmalat |